# Ein Land macht Geschichte. Archäologie in Nordrhein-Westfalen
Ein Land macht Geschichte. Archäologie in Nordrhein-Westfalen war eine an mehreren Orten 1995 und 1996 in Nordrhein-Westfalen durchgeführte Landesausstellung.
Die Landesausstellung Ein Land macht Geschichte wurde von einem Team unter Hansgerd Hellenkemper und Heinz Günter Horn konzipiert und vom 18. März bis 24. September 1995 im Römisch-Germanischen Museum in Köln und von November 1995 bis März 1996 im Westfälischen Museum für Archäologie in Münster durchgeführt. Die Ausstellung war nach der 1990 durchgeführten Landesausstellung Archäologie in Nordrhein-Westfalen die zweite Ausstellung zum Thema, es folgten 2000 Millionen Jahre Geschichte und 2005 Von Anfang an. In der Ausstellung wurden vor allem Neufunde seit 1990 gezeigt. Dabei spannte sich der Themenbogen von erdgeschichtlichen Funden über prähistorische, römische, mittelalterliche und neuzeitliche Artefakte.
Die Ausstellung wurde vom Nordrhein-Westfälischen Ministerium für Stadtentwicklung und Verkehr gefördert, beteiligt waren das Rheinische Amt für Bodendenkmalpflege des Landschaftsverbandes Rheinland sowie die Museen, die die Ausstellung präsentierten und deren angeschlossene Bodendenkmalpflegerische Einrichtungen. Leihgeber waren neben den beiden Ausstellungsorten das Westfälische Museum für Naturkunde, der Archäologische Park Xanten, das Museum für Kunst und Kulturgeschichte Dortmund, das Lippische Landesmuseum Detmold, die Städte Soest, Moers, Neuss, Höxter, Gelsenkirchen, das Museum Burg Linn, das Stadtmuseum Düsseldorf, das Stadtmuseum Siegburg, das Stadtgeschichtliche Museum Jülich sowie private Leihgeber.
In einem im Verlag Philipp von Zabern erschienenen Begleitkatalog wurden einzelne Funde wie auch Fundorte und Zusammenhänge beschrieben. Herausgegeben wurde der Band von Hansgerd Hellenkemper, Heinz Günter Horn, Harald Koschik und Bendix Trier. Zu den weiteren Autoren zählen unter anderem Gundolf Precht, Johann-Sebastian Kühlborn, Hans-Joachim Schalles, Bernd Päffgen und Renate Thomas.